# 董真卿
董真卿（?—?），字季真，鄱陽人。元朝易學家。
董鼎之子。早承家学，深邃于《易經》，又師從雙湖胡—桂、熊禾。生平不見諸正史。著有《周易會通》十四卷。